# Thalassodes pantascia
Thalassodes pantascia är en fjärilsart som beskrevs av Reginald James West 1930.
Thalassodes pantascia ingår i släktet Thalassodes och familjen mätare. Inga underarter finns listade i Catalogue of Life.